# Dagmar Ruin Ramsay
Dagmar Ruin Ramsay, född 1894, död 1977 i Sverige, var en finländsk sjuksköterska och memoarförfattare. Hon var släkt med Hans Ruin.
Dagmar Ruin deltog som sjuksköterska i första världskriget, finska inbördeskriget och Estlands frihetskrig. Hon bodde under 1920-talet en tid i USA där hon bland andra lärde känna Jane Addams och Henry Ford. Hon gifte sig 1928 med Johan Ronald Ramsay. Hon skrev flera memoarböcker om sina krigserfarenheter och om människor hon kände.